# Madotheca kotukensis
Madotheca kotukensis là một loài rêu trong họ Porellaceae. Loài này được Iisiba mô tả khoa học đầu tiên năm 1934.
Danh pháp khoa học của loài này chưa được làm sáng tỏ. 